# Bengt Dalunde
Bengt Allan Dalunde, född 9 september 1927 i Bräcke församling, död 10 januari 2019 i Täby distrikt, Stockholms län, var en svensk barnskådespelare, skådespelare och filmfotograf.
Han gifte sig 1953 med Ingrid Ericsson. De är begravda på Skogskyrkogården i Stockholm. Han är farfar till MP-politikern Jakop Dalunde.

## Filmografi roller
- 1940 – Snurriga familjen
- 1941 – Landstormens lilla argbigga
- 1941 – I natt – eller aldrig
- 1942 – Ungdom i bojor
- 1942 – Stinsen på Lyckås
- 1942 – Flickan i fönstret mitt emot
- 1943 – Elvira Madigan
- 1943 – I dag gifter sig min man
- 1944 – Hets
- 1944 – Den heliga lögnen

### Filmfoto i urval
- 1954 – Skattefria Andersson
- 1963 – Mordvapen till salu
- 1966 – Ska' ru' me' på fest?
- 1967 – Åsa-Nisse i agentform
- 1968 – Villervalle i Söderhavet
- 1968 – Pappa varför är du arg - du gjorde likadant själv när du var ung
- 1968 – Åsa-Nisse och den stora kalabaliken

## Teater

### Roller
| År   | Roll        | Produktion                                          | Regi             | Teater            |
| ---- | ----------- | --------------------------------------------------- | ---------------- | ----------------- |
| 1940 | En gatpojke | Grå gryning (Winterset) Maxwell Anderson            | Per-Axel Branner | Nya Teatern       |
| 1941 | Puck        | En midsommarnattsdröm William Shakespeare           | Ingmar Bergman   | Sagoteatern       |
| 1942 |             | Min syster Eileen Joseph Fields och Jerome Chodorov | Gösta Folke      | Vasateatern       |
| 1943 | Ebbe        | Niels Ebbesen Kaj Munk                              | Ingmar Bergman   | Dramatikerstudion |

### Fotnoter
1. ↑  Dödsannons i Dagens Nyheter
2. ↑  ”Bengt Dalunde”. Svensk Filmdatabas. http://www.sfi.se/sv/svensk-filmdatabas/Item/?type=PERSON&itemid=60873&ref=%2ftemplates%2fSwedishFilmSearchResult.aspx%3fid%3d1225%26epslanguage%3dsv%26searchword%3dBengt+Dalunde%26type%3dPerson%26match%3dBegin%26page%3d1%26prom%3dFalse. Läst 21 februari 2013.
3. ↑  Dagens Nyheter, 30 mars 1953, sid. 16
4. ↑  SvenskaGravar
5. ↑  ”Grå gryning”. Musik- och Teaterbiblioteket. https://calmview.musikverk.se/CalmView/Record.aspx?src=CalmView.Performance&id=PERF13900&pos=777. Läst 3 mars 2025.
6. ↑  ”En midsommarnattsdröm”. Stiftelsen Ingmar Bergman. http://ingmarbergman.se/verk/en-midsommarnattsdröm. Läst 16 oktober 2015.
7. ↑  ”Teater Musik Film”. Dagens Nyheter:  s. 9. 22 december 1942. http://arkivet.dn.se/arkivet/tidning/1942-12-22/348/9. Läst 1 maj 2016.
8. ↑  ”Niels Ebbesen”. Stiftelsen Ingmar Bergman. http://ingmarbergman.se/verk/niels-ebbesen. Läst 16 oktober 2015.